# Route nationale 649
Die Route nationale 649, kurz N 649 oder RN 649, war eine französische Nationalstraße.
Sie wurde ab 1933 in das Nationalstraßennetz aufgenommen und verlief zwischen der einer Straßenkreuzung mit der ehemaligen Nationalstraße 626 südöstlich von Sabres und einer Kreuzung mit der auch nicht mehr existenten Nationalstraße 124 bis Grenade-sur-l’Adour verlief. Ihre Länge betrug 46 Kilometer.
1978 wurde der Abschnitt nördlich von Mont-de-Marsan in die Nationalstraße 134 und der Abschnitt südlich in die Nationalstraße 124 umgewidmet. Seit 2006 ist die Nationalstraße abgestuft. Nördlich von Mont-de-Marsan ist die ursprüngliche Führung durch einen Militärflugplatz unterbrochen.